# Good Morning Revival
Good Morning Revival je četvrti studijski album američkog rock sastava Good Charlotte, objavljen 27. ožujka 2007.
Singlovi s albuma su "The River", "Keep Your Hands off My Girl", "Dance Floor Anthem (I Don't Want to Be in Love)", "Misery" i "Where Would We Be Now" Album se nalazio među deset najprodavanijih u čak trinaest država, te je postao najveći međunarodni uspjeh sastava. Na top listi Billboard 200, nalazio se na sedmom mjestu, sa 66.000 prodanih primjeraka u prvom tjednu.

## Popis pjesama
1. "Good Morning Revival" – 0:56
2. "Misery" - 3:49
3. "The River" - 3:15
4. "Dance Floor Anthem (I Don't Want to Be in Love)" - 4:04
5. "Keep Your Hands off My Girl" - 3:25
6. "Victims of Love" - 3:45
7. "Where Would We Be Now" - 3:58
8. "Break Apart Her Heart" - 3:19
9. "All Black" - 4:19
10. "Beautiful Place" - 3:50
11. "Something Else" - 3:19
12. "Broken Hearts Parade" - 3:15
13. "March On" - 3:13

## Osoblje
| Good Charlotte - Joel Madden – glavni vokali - Benji Madden – gitara, vokali - Billy Martin – gitara, klavijature - Paul Thomas – bas-gitara - Dean Butterworth – bubnjevi Dodatni glazbenici - BC Smith – programiranje - Bart Hendrickson – programiranje - The Incognito Horns – rogovi (na pjesmi 12) - Bobbie Page – pozadinski vokali (na pjesmi 9) - Terry Wood – pozadinski vokali (na pjesmi 9) - Maxine Waters – pozadinski vokali (na pjesmi 9) - Carmen Carter – pozadinski vokali (na pjesmi 9) - M. Shadows – glavni vokali (na pjesmi 3) - Synyster Gates – glavna gitara (na pjesmi 3) | Ostalo osoblje - Don Gilmore – produciranje - Mark Kiczula – snimanje - Fox Phelps – pomoćnik inženjera zvuka - Andy Wallace – miksanje - John O'Mahony – inženjer zvuka - Mike Scielzi – pomoćnik - Ted Jensen – mastering - Marvin Scott Jarrett – voditelj ilustracija, fotografija - Sheri Lee – voditelj ilustracija - Fusako Chubachi – voditelj ilustracija - Kristine Burns – fotografija - Michael Dahan – fotografija |

## Top liste
| Top lista (2007.)                 | Pozicija |
| --------------------------------- | -------- |
| Argentina                         | 10       |
| Australian Albums Chart           | 5        |
| Austrija                          | 10       |
| Billboard 200                     | 7        |
| Billboard Comprehensive Albums    | 7        |
| Billboard European Top 100 Albums | 12       |
| Billboard Top Digital Albums      | 3        |
| Billboard Top Internet Albums     | 7        |
| Billboard Top Rock Albums         | 2        |
| Kanada                            | 2        |
| Njemačka                          | 10       |
| Estonija                          | 5        |
| Finska                            | 16       |
| Francuska                         | 38       |

| Top lista (2007.) | Pozicija |
| ----------------- | -------- |
| Njemačka          | 10       |
| Grčka             | 8        |
| Hong Kong         | 4        |
| Mađarska          | 33       |
| Irska             | 36       |
| Italija           | 32       |
| Japan             | 12       |
| Meksiko           | 6        |
| Novi Zeland       | 2        |
| Švedska           | 23       |
| Švicarska         | 7        |
| Tajvan            | 5        |
| Tajland           | 8        |
| UK Albums Chart   | 13       |

## Naklada
| Država     | Prodaja | Naklada    |
| ---------- | ------- | ---------- |
| Australija | 70.000  | Platinasta |
| Kanada     | 50.000  | Zlatna     |